# Хасси, Дайнли
Дайнли Хасси (англ. Dyneley Hussey; 27 февраля 1893, Бомбей — 6 сентября 1972, Челтнем) — британский музыкальный и художественный критик, музыковед и поэт.
Сын полковника Чарльза Эдварда Хасси. Родился во время службы своего отца в Индии. Учился в престижных школах в Истборне и Кентербери, затем в Колледже Тела Христова в Оксфордском университете. В годы Первой мировой войны воевал в полку Ланкаширских фузилёров в звании лейтенанта. Во время службы написал небольшую книгу стихов «Королевская лилия. Стихи 1915 года» (англ. Fleur de Lys: Poems of 1915), изданную годом позже. По окончании войны в течение пяти лет работал в финансовом отделе Британского адмиралтейства.
В дальнейшем работал как журналист и критик. В 1923—1946 гг. музыкальный обозреватель The Times, сотрудничал с рядом других газет и журналов (в том числе с The Spectator), а также с радиовещанием BBC, вплоть до 1960 года. Опубликовал очерки жизни и творчества Вольфганга Амадея Моцарта (1928) и Джузеппе Верди (1940), книгу об основах оперного искусства «Эвридика, или Природа оперы» (англ. Eurydice or the Nature of Opera; 1929), в которой отстаивал представление об опере как о самостоятельном синтетическом искусстве, выходящем за рамки музыки, и сборник очерков «Некоторые оперные композиторы» (англ. Some Composers of Opera; 1952). Как художественный критик выступал с лекциями в Лондонской национальной галерее, напечатал книгу о Джордже Клаузене (1923). В годы Второй мировой войны вернулся на работу в Адмиралтейство.